# Julian Napravnik
Julian Napravnik (* 6. Mai 1997 in Bad Nauheim) ist ein deutscher Eishockeyspieler, der seit Juli 2025 bei den Iserlohn Roosters aus der Deutschen Eishockey Liga (DEL) unter Vertrag steht und dort auf der Position des rechten Flügelstürmers spielt. Zuvor war Napravnik unter anderem für die Löwen Frankfurt in der DEL sowie die Hershey Bears in der American Hockey League (AHL) aktiv.

## Karriere
Napravnik verbrachte seine Juniorenzeit zunächst bis Sommer 2012 beim EC Rote Teufel Bad Nauheim, dem Eishockeyverein aus seiner Geburtsstadt. Für die U16-Mannschaft des Klubs absolvierte er bereits als Zwölfjähriger einige Partien in der U16-Mannschaft. Zwei Jahre später gelangen dem 14-Jährigen in 23 Spielen insgesamt 70 Scorerpunkte in der Schüler-Bundesliga sowie in der darüber liegenden Altersklasse zehn Punkte in 16 Partien in der Jugend-Bundesliga. Anschließend spielte der Stürmer ab der Spielzeit 2012/13 im Nachwuchs der Adler Mannheim. Mit der Talentschmiede, den Jungadlern, lief er zwischen 2012 und 2016 – nach einem weiteren Jahr in der Schüler-Bundesliga mit 81 Punkten in 32 Partien – hauptsächlich für das U19-Team in der Deutschen Nachwuchsliga (DNL) auf. Zwischen 2014 und 2016 gewann er mit der Mannschaft dreimal in Folge die Meisterschaft der DNL. Napravnik selbst gehörte ab seinem zweiten DNL-Jahr zu den besten Spielern seiner Altersklasse. Die Hauptrunde des Spieljahres 2014/15 schloss der Angreifer als Topscorer und bester Vorbereiter unter allen Spielern ab; am Ende der Saison 2015/16 wurde er zum besten Spieler der Liga ernannt.

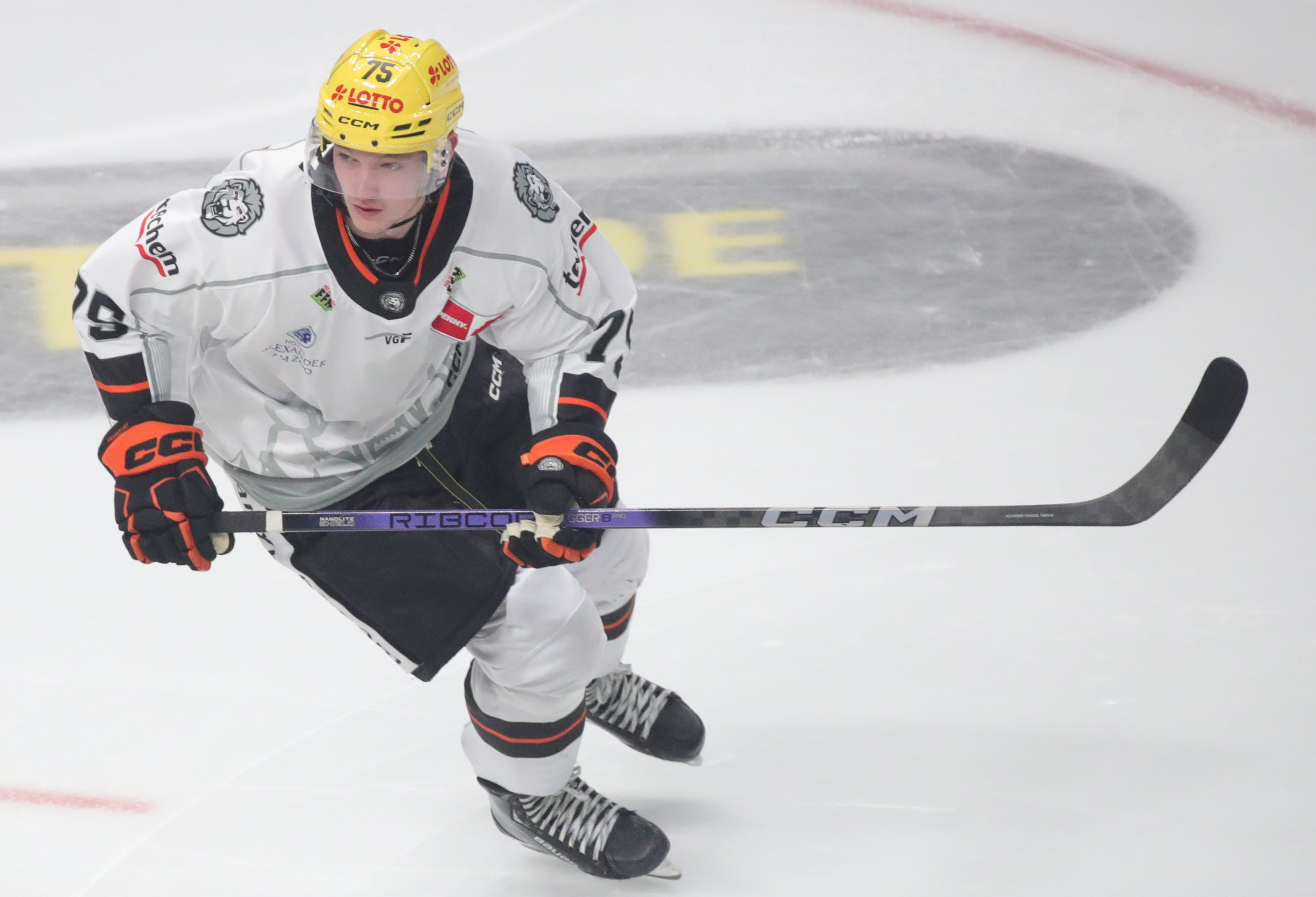
Napravnik im Trikot der Löwen Frankfurt (2023)

Im Anschluss an die erfolgreiche Zeit in der DNL wagte Napravnik den Sprung nach Nordamerika, nachdem er im Entry Draft der US-amerikanischen Juniorenliga United States Hockey League (USHL) im Sommer 2016 von den Des Moines Buccaneers ausgewählt worden war. Nachdem er im August desselben Jahres einen Vertrag bei den Buccaneers unterschrieben hatte, war er dort zwei Spielzeiten lang aktiv und absolvierte in diesem Zeitraum insgesamt 114 Partien für das Team. Dabei gelangen ihm 76 Scorerpunkte. Im Sommer 2018 begann der Deutsche schließlich ein Studium an der Minnesota State University, Mankato. In den folgenden vier Jahren lief er parallel zu seinem Studium für das Eishockeyteam der Universität auf. Mit diesem lief er zunächst in der Western Collegiate Hockey Association (WCHA) und danach in der Central Collegiate Hockey Association (CCHA) im Spielbetrieb der National Collegiate Athletic Association (NCAA) auf. Die vier Jahre verliefen für den rechten Flügelstürmer erneut überaus erfolgreich. Am Ende seiner ersten Saison gewann er mit den Minnesota State Mavericks die Meisterschaft der WCHA in Form der Broadmoor Trophy. Ebenso wurde er ins All-Rookie Team der Division berufen. Zwei Jahre später fand er sich als Offensive Player of the Year sogar im First All-Star Team wieder. Seine letzte NCAA-Saison schloss Napravnik mit 49 Punkten aus 40 Spielen als drittbester Punktesammler der gesamten NCAA ab und hatte damit maßgeblichen Anteil am Gewinn der CCHA-Meisterschaft, für die der Mason Cup vergeben wurde. 
Als Belohnung für seine Collegezeit erhielt der ungedraftete Free Agent nach Abschluss seines Studiums im April 2022 einen Amateur-Probevertrag (ATO) von den Hershey Bears aus der American Hockey League (AHL) angeboten, der zur Saison 2022/23 in einen vollwertigen Vertrag umgewandelt wurde. Im restlichen Verlauf der Spielzeit 2021/22 kam Napravnik zu vier Spielen für Hershey, zog sich dabei aber einen Nasenbeinbruch und eine Gehirnerschütterung zu. Er verpasste daraufhin die Playoffs und kam im Spieljahr 2022/23 zu lediglich 18 Einsätzen. Dabei punktete der Offensivspieler aber siebenmal und erhielt daher im Juni 2023 eine einjährige Vertragsverlängerung. Nachdem es ihm bis Anfang November desselben Jahres nicht gelungen war, sich einen Platz in Hersheys Kader zu erarbeiten oder gar eingesetzt zu werden, wurde das Arbeitsverhältnis umgehend aufgelöst und Napravnik kehrte nach Deutschland zurück. Dort sicherten sich die Löwen Frankfurt aus der Deutschen Eishockey Liga (DEL) seine Dienste. Im restlichen Verlauf der DEL-Saison 2023/24 erzielte er für die Hessen in 34 Einsätzen 21 Scorerpunkte.
Nach einem weiteren Jahr in Frankfurt, in dem er sich auf 33 Punkte steigerte, wechselte Napravnik im Sommer 2025 zum Ligakonkurrenten Iserlohn Roosters.

### International
Auf internationaler Ebene kam Napravnik bereits ab der Spielzeit 2012/13 für die Juniorennationalmannschaften des Deutschen Eishockey-Bundes zu Einsätzen. In der Folge vertrat er die U17-Auswahl bei der World U-17 Hockey Challenge im Januar 2014 sowie die deutsche U18-Mannschaft bei der U18-Junioren-Weltmeisterschaft 2015, die mit dem Abstieg in die Division IA endete. Mit der deutschen U20-Nationalmannschaft nahm der Stürmer in den Jahren 2016 und 2017 an der U20-Junioren-Weltmeisterschaft der Division IA teil. Beide Male gelang der Aufstieg in die Top-Division jedoch nicht. In insgesamt zehn WM-Spielen sammelte er sechs Punkte, darunter drei Tore.
Seine erste Nominierung in den Kader der deutschen A-Nationalmannschaft erhielt Napravnik im April 2024 für die erste Vorbereitungsphase auf die Weltmeisterschaft 2024. Während er in den Testspielen sein Länderspieldebüt feierte, wurde er für das Turnier nicht nominiert.

## Erfolge und Auszeichnungen
| - 2014 DNL-Meister mit den Jungadler Mannheim - 2015 DNL-Meister mit den Jungadler Mannheim - 2015 Topscorer der DNL-Hauptrunde - 2016 DNL-Meister mit den Jungadler Mannheim - 2016 DNL-Spieler des Jahres - 2019 Broadmoor-Trophy-Gewinn mit der Minnesota State University, Mankato | - 2019 WCHA All-Rookie Team - 2021 WCHA Offensive Player of the Year - 2021 WCHA First All-Star Team - 2022 Mason-Cup-Gewinn mit der Minnesota State University, Mankato - 2022 CCHA First All-Star Team |

## Karrierestatistik
Stand: Ende der Saison 2024/25

### International
Vertrat Deutschland bei:
- World U-17 Hockey Challenge Januar 2014
- U18-Junioren-Weltmeisterschaft 2015
- U20-Junioren-Weltmeisterschaft der Division IA 2016
- U20-Junioren-Weltmeisterschaft der Division IA 2017

(Legende zur Spielerstatistik: Sp oder GP = absolvierte Spiele; T oder G = erzielte Tore; V oder A = erzielte Assists; Pkt oder Pts = erzielte Scorerpunkte; SM oder PIM = erhaltene Strafminuten; +/− = Plus/Minus-Bilanz; PP = erzielte Überzahltore; SH = erzielte Unterzahltore; GW = erzielte Siegtore; 1 Play-downs/Relegation; Kursiv: Statistik nicht vollständig)